# 康多尔
康多尔（法語：Candor，法語發音：[kɑ̃dɔʁ]）是法国瓦兹省的一个市镇，位于该省东北部，属于贡比涅区。

## 地理
康多尔（49°37'40"N, 2°53'43"E）面积8.95 平方千米，位于法国上法蘭西大區瓦兹省，该省份为法国北部内陆省份，北起索姆省，西接厄尔省和滨海塞纳省，南至塞纳-马恩省和瓦兹河谷省，东临埃纳省。
与康多尔接壤的市镇（或旧市镇、城区）包括：阿米、阿夫里库尔、博略莱方丹、卡蒂尼、迪沃、埃屈维利、拉尼、拉西尼。

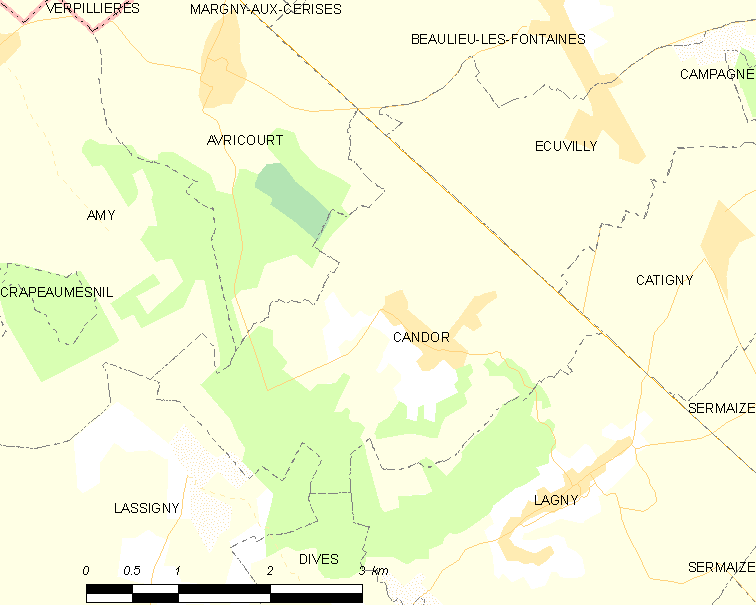
康多尔的OSM定位图

康多尔的时区为UTC+01:00、UTC+02:00（夏令时）。

## 行政
康多尔的邮政编码为60310，INSEE市镇编码为60124。

## 政治
康多尔所属的省级选区为图罗特县。

## 人口

1962-2008年间康多尔人口变化图示

康多尔于2022年1月1日时的人口数量为319人。